# Barnes (Trentino)
Der Barnes, auch Barnès,  ist ein Torrente in Oberitalien, der durch das Valle di Bresimo und das Nonstal in der Provinz Trient fließt. Er ist der erste Nebenfluss, der den Noce im Nonstal speist.

## Geographie

### Geologie
Der Torrente Barnes durchläuft zunächst in seinem Ober- und in Teilen seines Mittellaufes metamorphes Gestein. Letzteres setzt sich aus Glimmerschiefern und Paragneisen zusammen. Ab Bevia, einem Ortsteil der Gemeinde Bresimo, treten mit  Dolomit und Kalkstein Sedimentgesteine auf, die im weiteren Verlauf im Talboden von Moränenablagerungen überdeckt werden.

### Verlauf

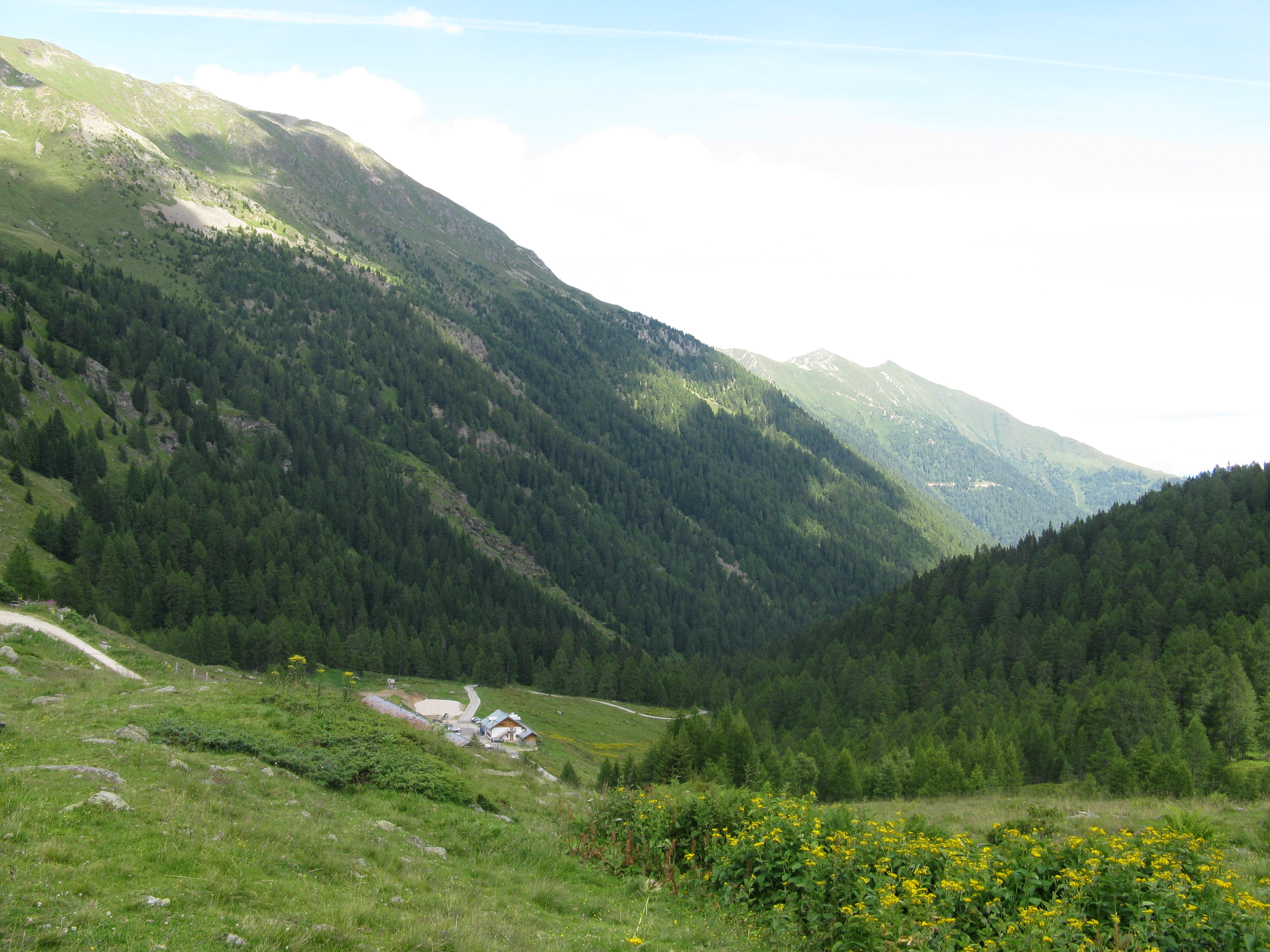
Das obere Valle di Bresimo mit der Malga Bordolona di Sotto, Quellgebiet des Torrente Barnes

Das Quellgebiet des Torrente Barnes liegt im oberen Valle di Bresimo an der Südseite des zur Ortlergruppe gehörenden Ilmenkammes. Mehrere zwischen der Alplaner-Scharte und dem Passo Palu an den Ausläufern der Nebelspitz (italienisch Cima Tuatti 2701 m s.l.m.) liegende kleinere Wasserläufe, speisen den ab der unteren Bordolona-Alm (1806 m s.l.m.) als Torrente Barnes bezeichneten Wasserlauf.
Der Barnes fließt zunächst von nordwestlicher in südöstlicher Richtung unverbaut durch das Valle di Bresimo. Er nimmt dabei das Wasser von mehreren kleinen, zum Teil nur zeitweise Wasser führenden Bächen auf.
Bei Bagni, einem Ortsteil der Gemeinde Bresimo, mündet mit dem Rio delle Malghe der erstere größere Nebenfluss in den Barnes. Kurz danach wechselt er seine Richtung und fließt nun in seinem Mittellauf in leicht nordöstlicher Richtung an den Ortsteilen Fontana, Bevia und Baselga vorbei. Ab Preghena, einem Ortsteil von Livo, führt er in seinem Unterlauf in südlicher Richtung weiter und mündet westlich der Mostizzolo-Schlucht am Eingang zum Val di Sole in den Noce, der sich hier bereits zum Santa-Giustina-Stausee aufzutauen beginnt.

## Ökologie
Der ökologische Zustand des Torrente Barnes wird in seinem Oberlauf als sehr gut und im weiteren Verlauf als gut eingeschätzt. Das Wasserschutzamt der Autonomen Provinz Trient hat bei Kontrollen an der Mündung in den Noce im Zeitraum zwischen 2010 und 2015 den ökologischen Zustand als gut, aber instabil eingestuft. Als kritisch wurde die Einleitung von Abwässern von mehreren Emscherbrunnen in den Gemeinden Bresimo, Cis und Livo sowie Wasserentnahmen für die landwirtschaftliche Bewässerung bewertet, die aber alle nicht zu signifikanten morphologischen Abweichungen im Messzeitraum geführt haben.
Der Bau eines überkommunalen Klärwerkes durch die Autonome Provinz Trient, mit dem auch die kommunalen Emscherbrunnen am Torrente Barnes ihren Betrieb einstellen sollen, ist geplant.

## Wirtschaftliche Nutzung

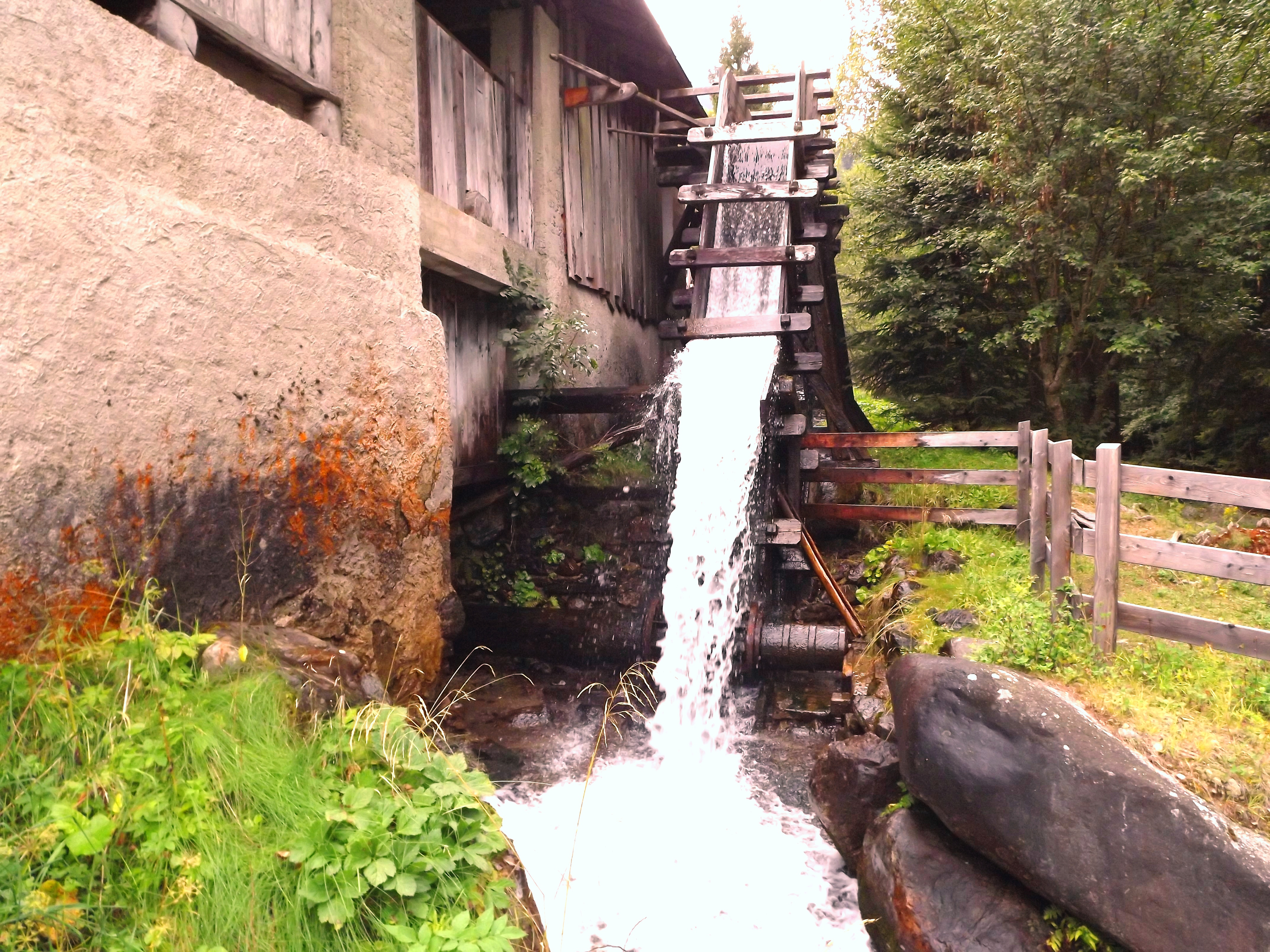
Venezianischen Sägewerk in Bresimo

In der Vergangenheit wurde die Wasserkraft des Torrente Barnes für verschiedene Zwecke genutzt.
Von den einst zahlreichen mit Wasserkraft betriebenen Werkstätten bestehen in der Gemeinde Bresimo nur noch eine Mühle und ein venezianisches Sägewerk. Letzteres war bis in die 1980er noch in Betrieb.
1987 wurde auf Höhe der Ortschaften Cis und Livo am Unterlauf des Barnes ein Wasserkraftwerk in Betrieb genommen. Das Laufwasserkraftwerk hat eine durchschnittliche Nominalleistung von 1,5 MW bei einer Fallhöhe von 189,4 m. Das kommunal betriebene Kraftwerk speist nach Betreiberangaben im Jahresdurchschnitt 10,4 GW/h ein.
2013 wurde am Mittellauf auf dem Gemeindegebiet von Bresimo das Laufwasserkraftwerk Medio Barnes in Betrieb genommen. Bei einer Fallhöhe von etwa 300 m beträgt die durchschnittliche Nominalleistung 1,5 MW. Das Kraftwerk soll nach Projektangaben im Jahresdurchschnitt etwa 9 GW/h einspeisen.
Während des Sturmtiefs Vaia im Oktober 2018 wurde durch Murenabgänge das Kraftwerk am Mittellauf beschädigt.

## Fischfauna
Der Torrente Barnes galt neben dem Pescarabach als der bedeutendste Laichplatz im Nonstal. Insbesondere die Marmorierte Forelle zog zum Laichen vom Noce den Barnes hinauf. Mit dem Bau des Wasserkraftwerkes am Unterlauf wurde der Laichzug unter anderem wegen der geringen Abflussmengen unterbunden.
Während des Sturmtiefs Vaia wurde der Fischbestand im Torrente Barnes vollkommen vernichtet und musste durch das Aussetzen von Jungtieren neu bevölkert werden.